# میلویل، نیوبرانزویک
میلویل، نیوبرانزویک (به انگلیسی: Millville, New Brunswick) یک منطقهٔ مسکونی در کانادا است که در نیوبرانزویک واقع شده‌است.